# Констриктивни перикардитис
Констриктивни перикардитис (лат. pericarditis constrictiva) је болест срчане марамице (перикарда), када она услед задебљања и клацификације постане чврста и у виду оклопа обавија срце. Овакав оклоп у великој меру ограничава рад срца, поготово у дијастоли, периоду када се срце шири и прима крв, јер услед овог тврдог оклопа срце не може да се довољно раширити односно примити велику количину крви. Болест зе још зове у срце у оклопу или  .

## Етиологија
Констриктивни перикардитис настаје као касна фаза хроничног запаљења срчане марамице, перикардитиса. Иначе перикардитис могу изазвати бактерије, туберкулоза, зрачење, уремија, вирусне инфекције, после хируршких интервенција на срцу, тумори итд. Констриктивни перикардитис често се јавља из непознатих разлога, идиопатски.

## Патогенеза
Услед задебљања и калцификације срчана марамица постаје чврста и не дозвољава срцу да се довољно рашири приликом дијастоле, самим тим је смањена и количина крви коју срце може да прими. Због тога се крв гомила у венским судовима испред срца, тако да долази до венског застоја у њима. Јавља се инсуфицијенција десног срца, са појавом отока (едема) ногу, асцитеса, повећања јетре и слезине, временом долази и до инсуфицијенције јетре, застоја крви у венама врата, плеуралног излива итд. У току дубоке инспирације (удисање ваздуха) повећава се застој крви у венама врата, јер се услед инспирације јевља негативан притисак у грудној дупљи, па повећан прилив крви у срце, али оно не може да прими толику количину крви. Јављају се и знаци инсуфицијенције левог срца, смаљен проток крви кроз унутрашње органе, хладноћа на рукама, ногама, периферна цијаноза, губитак свести... По Франк-Старлинговом закону количина крви која уђе у срце једнака количини крви која из њега изађе, а ако је количина коју срце може примити мања, онда је мања и количина коју срце може да избаци.

## Клиничка слика
Клиничком сликом констриктивног перикардитиса доминирају занци и симптоме упале, који узрокује да срчани омотачи постају задаебљани и крути. Због тога је срчаном мишићу тешко да се правилно растеже током срчане еволуције. Резултат тога је да се срчане коморе не пуне довољном количином крви, и долази до накупљања крви и доводи до отока отицање срца и појаве других симптома срћаног застоја, који укључују:
- Отежано дисање (диспнеја) које постаје све израженије
- Умор, општа слабост и малаксалост
- Оток ногу

## Дијагноза
Констриктивни перикардитис је врло тешко дијагностиковати, јер су знаци и симптоми често слични другим стањима, па диференцијално дијагностички треба имати у виду рестриктивну кардиомиопатију и тампонаду срца.
Физикалним прегледом може се открити набреклост вратних вена, што указује на повећан притисак око срца, оток (увећање) јетре и накупљање течност у пределу трбуха.
Аускултацијом се могу открити слаби или „удаљени” срчани тонови и крепитације срчане кесе.
Од дијагностичких метода може се применити: Магнетна резонантна томографија грудног коша, компјутеризована томографија грудног коша, радиографија грудног коша, ехокардиографија, ЕКГ, лабораторијски тестови и друго.

## Терапија
Циљ терапије је побољшање рада срца. Да би се топостигло потребно је идентификован и третирати болест у зависности од узрок који је до ње довео.на. У зависности од узрока лечење може укључивати антибиотике, лекове за туберкулозу или друге третмане.
- Диуретици за измокравање, се често користе у малим дозама како би помогли организму да уклони вишак течности.
- Аналгетици, су неопходни како би код пацијента уклонили пратећи срчани бол.
- Смањење физичке активности и дијета са ниским садржајем натријума.

Ако конзервативне методе лечења не дају резултате, можда ће бити потребна операција (перикардиектомија). То укључује резање или уклањање ожиљака и/или делова задебљане срчане кесе.

## Прогноза
Конструктивни перикардитис може бити по живот опасна болест ако се не лечи правовремено и адекватно.
Како, оперативни захват на срчаној кеси има висок ризик за компликација, најчешће се ради код људи који имају тешке симптоме.

## Компликације
Могуће компликације болести могу укључивати:
- тампонаду срца,
- оштећење коронарних артерија,
- отказивање срца,
- едем плућа,
- појаву ожиљака на срчаном мишићу.